# Johan Krouthén
 Johan Fredrik Krouthén (ur. 2 listopada 1858 w Linköping, zm. 19 grudnia 1932 tamże) – szwedzki malarz, należący do ugrupowania Malarzy ze Skagen. Malował realistyczne pejzaże oraz portrety.

## Życiorys i twórczość

### Dzieciństwo i młodość
Johan Krouthén urodził się w rodzinie przedsiębiorcy z Linköping, Conrada Krouthéna. Matka Johana, Hilda Atkins, była wziętą krawcową. Rodzina Krouthénów przybyła z Norrköping, gdzie jej członkowie pracowali jako odlewnicy cyny; z tego też powodu do swego pierwotnego nazwiska Kruth dodali z czasem końcówkę -tenn (szw. cyna), zmieniając je ostatecznie na Krouthén. Kiedy urodził się Johan, nazwisko Krouthén cieszyło się poważaniem w kręgach gospodarczych Linköping. Niewiele wiadomo o wczesnych latach Johana Krouthéna poza tym, że chodził do szkoły w rodzinnym mieście, a sytuacja ekonomiczna rodziny była dobra. Conrad Krouthén zmarł w 1867 roku. Po jego śmierci interesy przejęła wdowa po nim, kontynuując działalność z sukcesem. W latach 80. i 90. XIX wieku należała ona do najbogatszych osób w mieście. Nigdy nie wyszła za mąż, a dzieci wychowywała samotnie. W 1872 roku Johan Krouthén zakończył naukę i rozpoczął praktykę u malarza i fotografa Svante Leonarda Rydholma. Nie ma pewności, dlaczego chciał zostać artystą. Rydholm studiował na Akademii Sztuk Pięknych w Petersburgu i należał do tych artystów, którzy jako jedni z pierwszych połączyli malarstwo portretowe z fotografią portretową. Johan Krouthén wspominał po latach, że u Rydholma zdobył wiedzę w zakresie anatomii i perspektywy.
W 1874 roku Johan Krouthén rozpoczął 3-letnie studia na Akademii Sztuki w Sztokholmie.  W czasie nauki zgłębiał tajniki proporcji w sztuce klasycznej.

### Wiek dojrzały

#### Początek działalności artystycznej
W 1880 roku Johan Krouthén wstąpił do Landskapskolan. Ponieważ nauczanie w niej było przestarzale, wielu studentów udawało się również do innych szkół artystycznych. Krouthén oraz inni obiecujący malarze zbierali się u artysty Edvarda Perséusa, prowadzącego zajęcia na zamku Gripsholm. Ponieważ Krouthén przebywał u niego częściej niż na Akademii, otrzymał w 1880 roku ostrzeżenie od niej za zaniedbanie nauki. Ostatecznie zerwał z Akademią i w 1881 roku wraz z takimi artystami jak: Anders Zorn, Nils Kreuger i Richard Bergh wyjechał do Europy. 

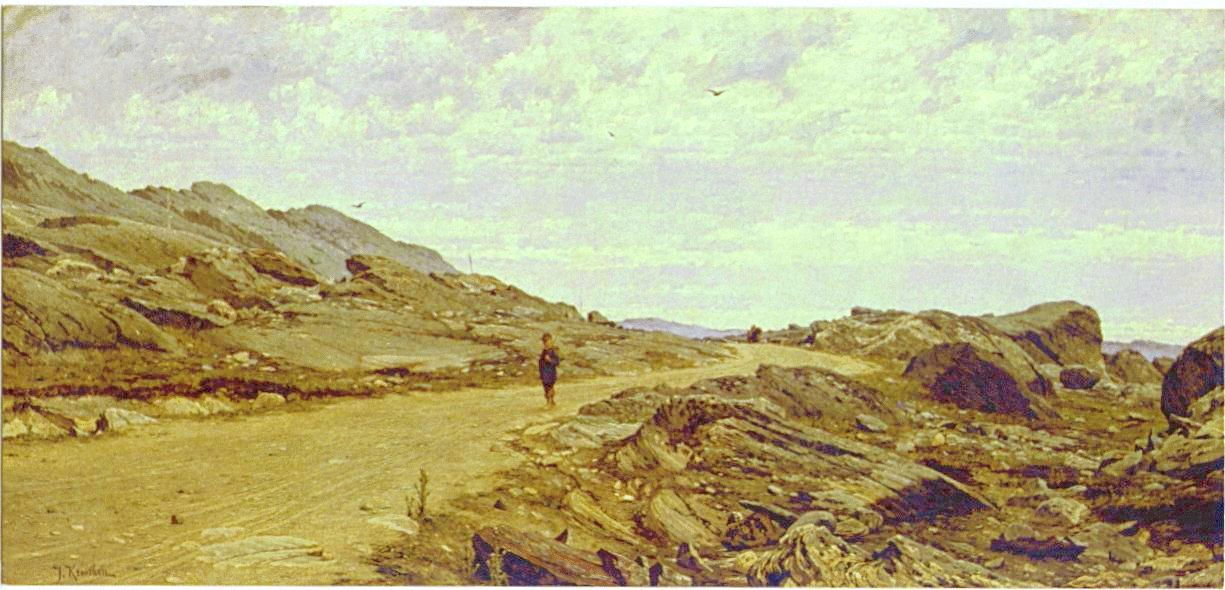
Kamienisty pejzaż w Bohuslän, 1882–1883, Östergötlands museum

Resztę roku spędził jeżdżąc po Szwecji i malując.  W latach 1882–1883 namalował Kamienisty pejzaż w Bohuslän, zaliczany do tych dzieł, w których dominuje najbardziej ortodoksyjny realizm. Na panoramicznym obrazie panuje fotograficzna dokładność w przedstawieniu motywu. Widok jest ograniczony dzięki nisko położonemu punktowi centralnemu. Jednocześnie uwydatniona została jałowość krajobrazu, co nadało obrazowi specyficznego, niemal brutalnego charakteru, przypominającego krajobraz księżycowy. Obraz jest pierwszym, bardziej znaczącym dziełem Johana Krouthéna i służy w sztuce szwedzkiej jako przykład skrajnej konsekwencji, jeśli chodzi o realistyczną wiarę w prawdę, jako najważniejszą normę artystyczną.

#### Pobyt w Skagen

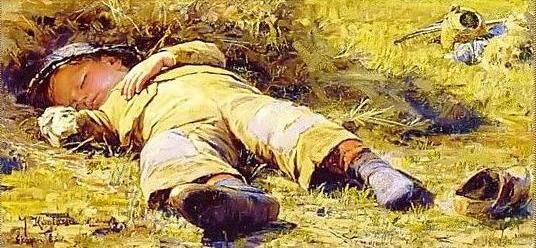
Śpiący chłopczyk, 1883, Norrköpings konstmuseum

W 1883 roku Johan Krouthén dołączył razem z Oscarem Björckiem do kolonii artystów w Skagen. Chęć malowania w plenerze, fascynacja jałowym krajobrazem i rybakami oraz unikalne światło były tymi czynnikami, które w końcu XIX wieku przyciągały artystów do Skagen. Do czołowych, działających tam malarzy należeli: Anna i Michael Ancher, Holger Drachmann i Peder Severin Krøyer. Oscar Björck i Johan Krouthén przebywali w Skagen w latach 1883 i 1884. To w Skagen powstały niektóre z najważniejszych skandynawskich obrazów. Należą do nich Hip, hip hurra i Letni wieczór na Sønderstrand Krøyera. Również Johan Krouthén ukończył tam niektóre ze swych najbardziej cenionych obrazów, między innymi Stogi i Śpiącego chłopczyka. Według relacji Oscara Björcka Johan Krouthén godzinami spacerował wzdłuż plaży w Skagen, po czym wracał do pracowni, by malować z pamięci.

#### Powrót do Szwecji

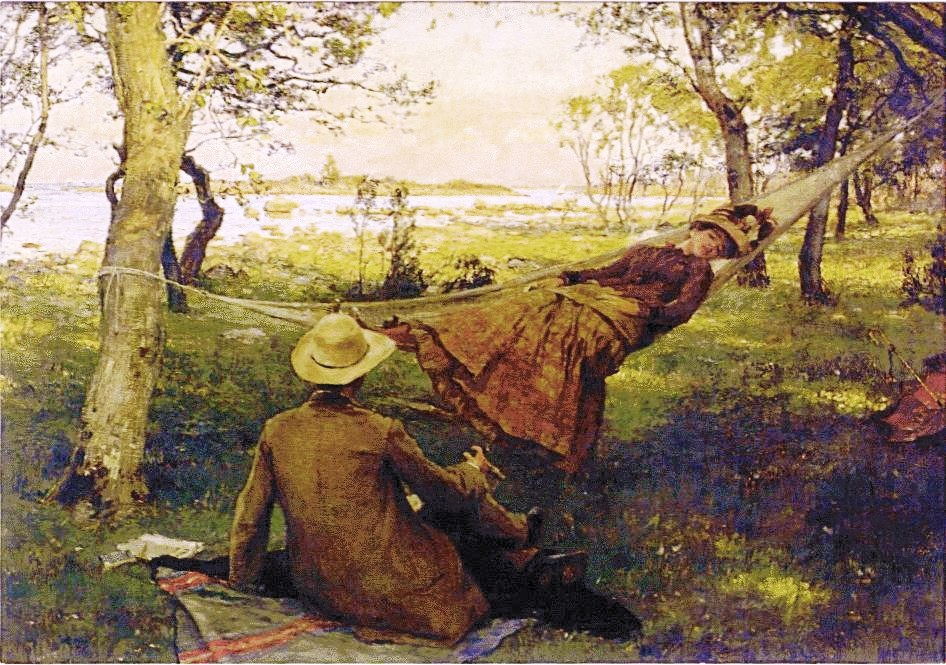
Letnia sjesta, 1885, Östergötlands museum

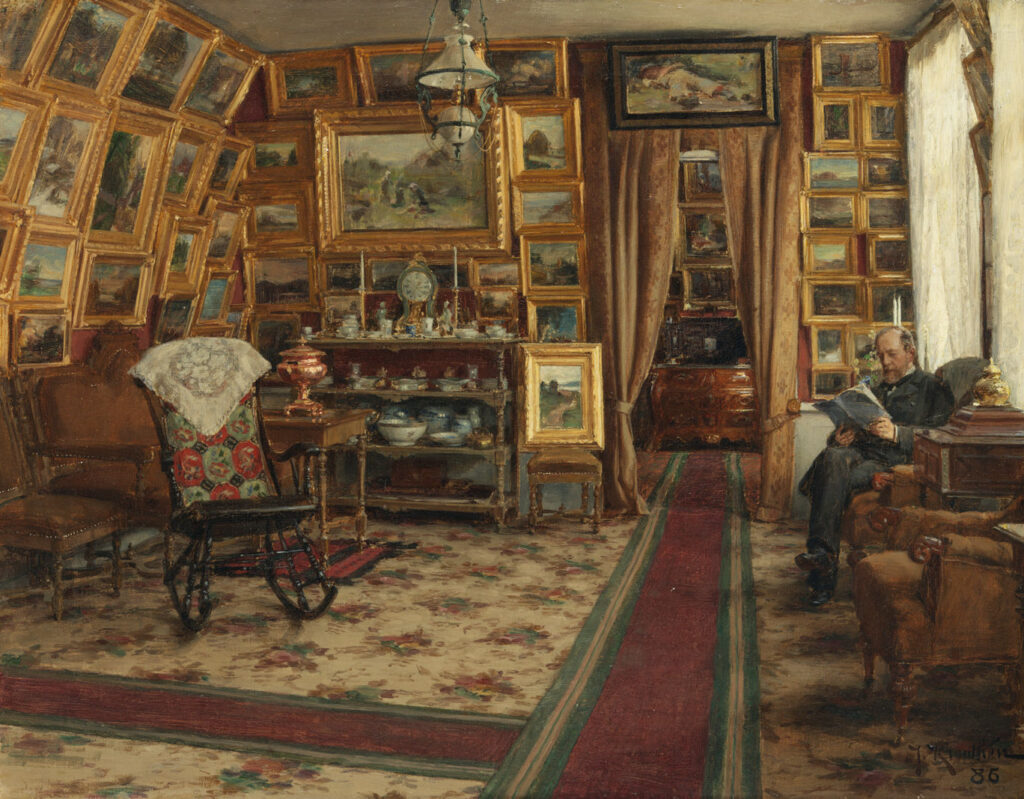
Bibliotekarz diecezjalny Segerstéen w swoim domu, 1886, Norrköpings konstmuseum. Obraz należy do najbardziej znanych dzieł Krouthéna. W przedstawionym pokoju Segersteena wisi wiele płócien Krouthéna, w tym, nad drzwiami, Śpiący chłopczyk

Po pobycie w Skagen Johan Krothén powrócił do Linköping, gdzie kontynuował malowanie. W 1884 roku jedną z jego modelek została Hulda Ottosson, w której wkrótce artysta zakochał się. Latem 1884 oraz w 1885 roku malował na Gryts skärgård, a Sztokholmie miał dwie wystawy swoich prac. Stał się w tym czasie najważniejszym artystą Östergötland, a zamożni ludzie zaczęli kupować jego obrazy. W 1885 roku Johan i Hulda doczekali się swojego pierwszego dziecka. w 1886 roku pobrali się. Dwa lata później urodziła im się córka. Hulda Krouthén często pojawiała się jako modelka na obrazach męża. Najbardziej znane obrazy z jej udziałem to Pani z parasolką i Letnia sjesta. W tym ostatnim artysta sportretował Huldę leżącą w hamaku, z mężczyzną siedzącym na pierwszym planie. Obie postacie są całkowicie bierne i nie mają ze sobą kontaktu. Tło płótna tworzy odległe jezioro. Rytm obrazowi nadaje jedynie krajobraz z głęboką perspektywą, wyznaczoną przez światło i cień oraz sękate pnie drzew. Obraz cechuje idylla,cisza i spokój, wypełniające gnuśne dni. To właśnie te cechy stały się najbardziej charakterystyczne dla obrazów Johana Krouthéna, namalowanych w drugiej połowie lat 80. XIX wieku.
Przełomowe w karierze Johana Krothéna jako portrecisty okazały się lata 1885 i 1886, kiedy namalował on właściciela Östgöta Correspondenten Carla Fredrika Ridderstada i bibliotekarza Erika Hjalmara Segersteena. Ten ostatni kupił wiele obrazów Krouthéna; niektóre z nich ozdobiły ściany na jego portrecie. 
W 1885 roku Johan Krothén przyłączył się do ugrupowania artystycznego Opponenterna (Opozycjoniści). Wziął udział w zorganizowanej przez nie wystawie w Sztokholmie prezentując swe wielkie dzieło, Wodna wegetacja. Motyw z Östergötland (1885, Nationalmuseum), będące szczegółowym studium nieruchomej wody, bujnej zieleni, trzcin i srebrzystoszarego powietrza między rzadkimi konarami drzew.
W 1889 roku w paryskim salonie Johan Krouthén został nagrodzony brązowym medalem za obraz Wiosna w sadzie. 

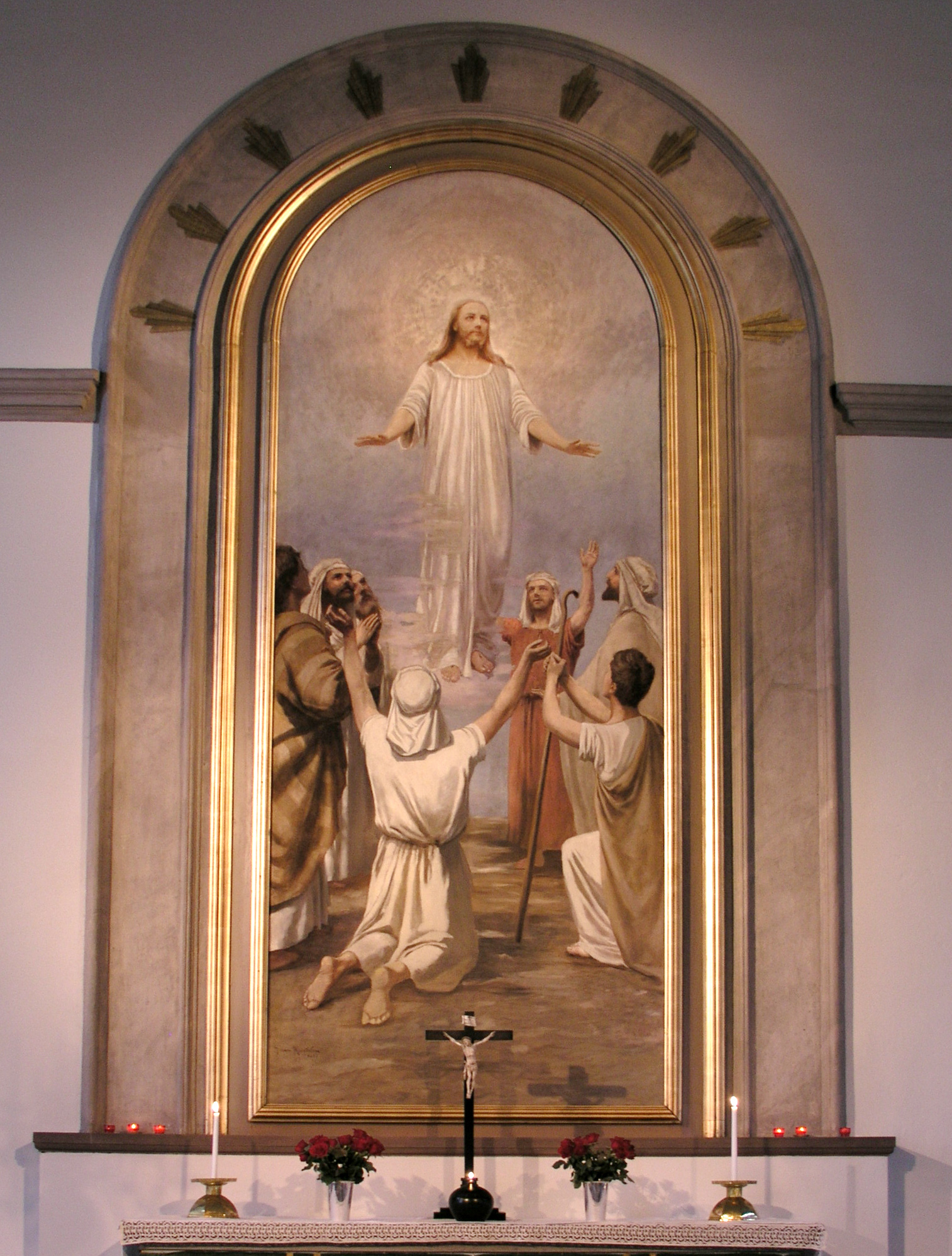
Wniebowstąpienie, obraz ołtarzowy, kościół w Kärna, 1893

W 1891 roku zmarła na zapalenie nerek żona artysty; miała zaledwie 25 lat. Johan został sam z dwójką małych dzieci. W wychowywaniu ich pomagali mu ekspedientka z firmy matki, Hilda Högberg. Po pewnym czasie Johan Krouthén nawiązał bliższe stosunki z jedną ze swych modelek, Clarą Söderlund. W 1895 roku urodziła im się córka. W ostatniej dekadzie XIX wieku Johan Krouthén namalował również obrazy ołtarzowe do kościołów w Kärna (1893) i Vånga (1895). W 1895 roku pomalował sklepienie w prezbiterium kościoła w Hällestad. W tym samym czasie wziął udział w kilku wystawach w Szwecji oraz w Berlinie i Kopenhadze. 
W ostatniej dekadzie XIX wieku rozwój artystyczny Johana Krouthéna stanął w miejscu. Artysta nieustannie powtarzał swoje sielankowe pejzaże, czyniąc je z czasem coraz piękniejszymi. Nie zauważał nowszych prądów w sztuce, które pojawiły się w ostatnich dwóch dekadach mijającego stulecia. Jego nazwisko stało się synonimem twórcy popularnych, ale nieco tanich sielanek, wypełnionych kwitnącymi jabłoniami i nasłonecznionymi ścieżkami w ogrodzie z biegającymi po nich kurczętami. Johan Krouthén nie traktował tych zmian jako swego ustępstwa na rzecz przystępności, ale jako świadomą adaptację motywu do wyidealizowanej rzeczywistości. Obrazy te pozwoliły mu zachować popularność wśród ogółu społeczeństwa, ale przesłoniły jego dorobek z lat młodości, mający rzeczywistą wartość artystyczną, będący podstawą jego sławy. W 1997 roku Johan Krouthén opublikował w Norrköpings Tidningar artykuł pod tytułem „Konst och naturvetenskap”, w którym w oparciu o własne, poddane starannej analizie obserwacje zawarł przemyślenia na temat stosunku koloru i światła do ludzkiego oka.
W 1901 roku Clara Söderlund i Johan Krouthén doczekali się drugiego dziecka. Rok później pobrali się, a w kolejnych latach przyszły na świat ich następne dzieci. 
Johan Krouthén zarabiał na życie sprzedając obrazy na terenie Östergötland oraz w okolicach Jönköping. W tym czasie nawiązał bliższe kontakty z Antonem Ridderstadem, dzięki któremu mógł zyskać więcej zamówień. W pierwszej dekadzie XX wieku stał się głównym portrecistą w okolicach Linköping. Wykonywał też malowidła w kościołach, w tym w kościele św Wawrzyńca w Linköping, remontowanym w 1907 roku. 

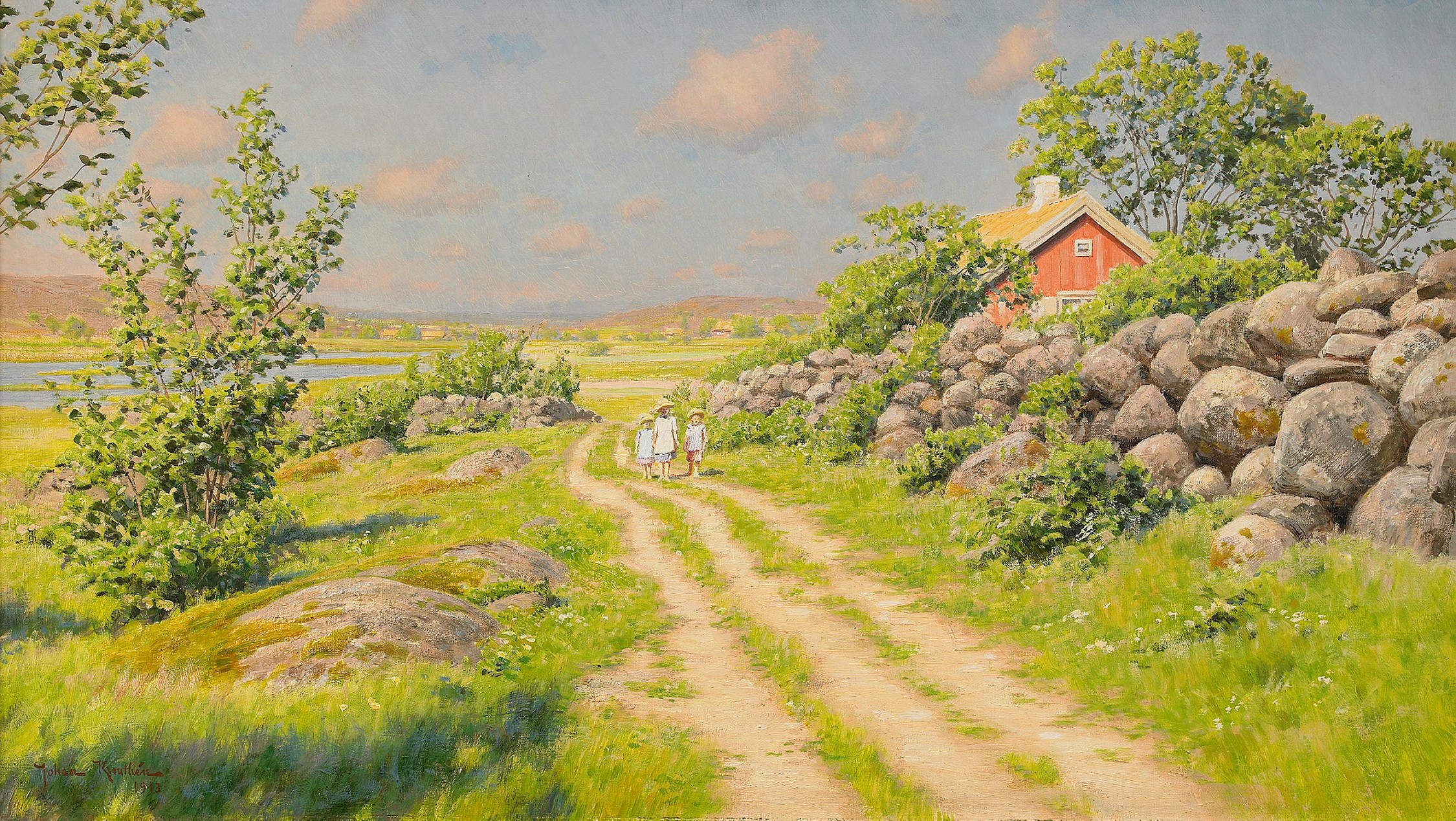
Letni pejzaż z wędrującymi dziećmi, 1913, Stockholms Auktionsverk

W 1909 roku, w wieku 78 lat zmarła w Linköping matka artysty, Hilda Krouthén. W tym samym roku Johan Krouthén przeniósł się do Sztokholmu, gdzie przy Valhallavagen założył studio. Podobno nie uczestniczył w życiu artystycznym stolicy, ale poświęcił się sprawie utrzymania rodziny. 
W Sztokholmie nawiązał kontakt z marszandem Arvidssonem, który sprzedał wiele jego obrazów, a także przyjmował zamówienia. Lato 1910 roku rodzina Krouthénów spędziła w kurortach Falsterbo, Molle, Fiskebäckskil oraz na Gotlandii. Artystycznym owocem tych wyjazdów były obrazy artysty, przedstawiające jasne i ciepłe letnie dni wypełnione zabawami i wypoczynkiem. 
Ostatnich lata życia Johan Krouthén spędził w Linköping. W 1932 pracował w miejscowym Stora hotellet nad kilkoma ze swych najważniejszych dzieł. Pod koniec roku doznał krwotoku mózgu. Zmarł w swoim pokoju hotelowym. Został pochowany w grobie rodzinnym Krouthénska w Linköping. Jego żona Clara zmarła w Sztokholmie w kwietniu 1939 roku.